# Metaemene reducta
Metaemene reducta är en fjärilsart som beskrevs av Embrik Strand 1917. Metaemene reducta ingår i släktet Metaemene och familjen nattflyn. Inga underarter finns listade i Catalogue of Life.